# Jeanne I. Thompson
Jeanne I. Thompson là một luật sư người Bahamas, từng là Công lý của Tòa án Tối cao Bahamas từ năm 2002 đến năm 2007  Trước khi làm nghề luật, cô có một nhà viết kịch và nhà báo.

## Cuộc sống ban đầu và giáo dục
Thompson được sinh ra ở Nassau đến Ellison và Sybil (Isaccs) Thompson. Cô theo học các trường công lập ở Nassau. Sau khi cô tốt nghiệp trường trung học chính phủ ở Nassau, cô theo học trường nữ sinh Wolmer, một trường nội trú ở Kingston, Jamaica.

## Sự nghiệp luật
Thompson gia nhập English Bar năm 1964 và Bar của khối Thịnh vượng chung ở Bahamas năm 1965. Cô bắt đầu sự nghiệp pháp lý của mình với Dupuch & Turnquest hoạt động dưới sự điều hành của Dave Dupuch và Orville Turnquest. Sau đó, Thompson gia nhập công ty luật của Kendal Isaacs và sau đó cô trở thành đối tác trong công ty của Isaacs, Johnson & Thompson. Năm 1981, ông thành lập công ty riêng.

### Tòa án tối cao Bahamas
Thompson là một Thẩm phán của Tòa án Tối cao Bahamas từ năm 2002 đến năm 2007 

## Viết

### Radio
The Fergusons of Farm Road là chương trình phát thanh nối tiếp dài 15 phút được viết bởi Thompson và Jamaica Sonia Mills   được công chiếu vào năm 1970 và chạy trên ZNS trong 137 tuần. Thompson đã tạo ra chương trình theo yêu cầu của Clement Maynard, người lúc đó là Bộ trưởng Bộ Du lịch, để cải thiện thái độ của Bahamian đối với khách du lịch. Chương trình là sự kết hợp giữa giáo dục và giải trí và cho thấy công dân Bahamas như au natural lần đầu tiên trong lịch sử phát sóng Bahamas.   Nó được thực hiện bởi một diễn viên toàn Bahamas, Charles Bowleg trong vai Zeke, Miriam Johnson trong vai Mina, Lilian Collie trong vai cô Lye, Eddie Trinis trong vai Sam, Calvin Cooper là giám mục và Heather Thompson trong vai Blossom. Kịch bản có những ám chỉ trong Kinh thánh tương tự như các chủ đề được sử dụng bởi Đảng Tự do Tiến bộ.

### The Nassau Guardian
Thompson làm việc với tư cách là một nhà báo tại The Nassau Guardian từ năm 1974 đến 1978. Trong chuyên mục của mình, Nói tiếng Satir theo cách nói, cô ấy đã sử dụng các nhân vật Hồi Zeke và Sophie Shaw để bình luận về các vấn đề chính trị, xã hội và kinh tế.

## Cuộc sống sau đó
Thompson tiếp tục cung cấp dịch vụ pháp lý thông qua Phòng khám Trợ giúp Pháp lý của Bahamas và với tư cách là Tư vấn viên tại Halsbury Chambers.